# Barbus macroceps
Barbus macroceps är en fiskart som beskrevs av Fowler, 1936. Barbus macroceps ingår i släktet Barbus och familjen karpfiskar. IUCN kategoriserar arten globalt som otillräckligt studerad. Inga underarter finns listade.